# Francesc Mayol Oliver
Francesc Mayol Oliver (Villafranca de Bonany, Baleares, 31 de mayo de 1871 - Barcelona, 23 de junio de 1936) fue un religioso católico español, de los Misioneros de los Sagrados Corazones de Mallorca, asesinado durante la persecución religiosa en tiempos de la Guerra Civil Española. Fue beatificado por el papa Benedicto XVI el 28 de octubre de 2007.

## Biografía
Francesc Mayol Oliver nació en Villafranca de Bonany, Mallorca, el 31 de mayo de 1871. A causa de unas misiones populares de los Misioneros de los Sagrados Corazones de Mallorca en su pueblo, decidió ingresar en la congregación. Fue recibido en la misma como hermano coadjuntor el 19 de marzo de 1895. Hizo sus primeros votos el 29 de junio de 1896 y tuvo como formador al mismo fundador de la congregación, Joaquín Rosselló i Ferrà. Ejerció varios cargos domésticos dentro del instituto. Los últimos años de su vida los pasó en la comunidad del Santuario de Coll de Barcelona.
Al estallar la Guerra Civil Española, a los misioneros se les permitió huir a sus respectivas comunidad, para salvar sus vidas de la persecución, sin embargo Francesc Mayol decidió permanecer en Barcelona, pensando que a causa de la edad no le matarían. Cuando los milicianos incendiaron el templo del Santuario de Coll, el religioso sofocaba con ramos la candela, por eso le amenazaron con matarlo. Viendo que la cosa iba en serio, Mayol decidió esconderse con sus compañeros de comunidad, Simò Reynés Solivellas y Miquel Pons Ramis, en una torre lejana, pero de nada les sirvió. Los tres fueron fusilados, al ser descubiertos por los milicianos, el 23 de julio de 1936.

## Culto
Francesc Mayol fue beatificado por el papa Benedicto XVI, junto a otros tres miembros de la Congregación de los Misioneros de los Sagrados Corazones de Mallorca, quienes a su vez están incluidos en el grupo de los 498 mártires de la Guerra Civil de España. Su fiesta se celebra en la Iglesia universal el 6 de noviembre, pero el martirologio recoge su fecha el 23 de julio, día en el que fue asesinado. Los Misioneros de los Sagrados Corazones, por su parte, la celebran el 21 de julio.